# Cetatea dacică de la Moșna
Fortificația dacică din punctul „Cetățuia” de lângă satul Moșna se află la 1 km nord de satul de reședință al comunei Moșna din sud-estul județului Iași din România. Fortificația datează din secolele al III-lea–al II-lea î.e.n. (perioada Latène).
| La circa 1 km N de sat, pe o inaltime dominanta, din zona estica a Podisului Central Moldovenesc, se afla punctul numit Cetatuie si care cuprinde o incinta aproape pentagonala, mult aplatisata, orientata NV-SE, cu suprafata de circa 9 ha. Este aparata natural pe latura de sud, si prin val si sant adancit, pe cele V, NV, N si NE. In zona mediana a partii de sud se afla o movila cu d = 80 x 60 m si inaltimea = 10 m. In prezent valul cetatii are inaltimea cuprinsa intre 0,75-3 m; santul, cu profilul in forma de palnie, este adanc de 3-4 m si lat de circa 12-15 m. Prin cercetarile intreprinse s-a constatat ca lipsesc resturile de locuire in afara cetatii. Sistemul de aparare este compus din val si sant. Valul are doua componente: partea inferioara (valul propriu-zis), cu constructie simpla – pamant rezultat din saparea santului; partea superioara consta dintr-o depunere alcatuita din resturi de locuire (complexe in situ de chirpic ars, fragmente ceramice etc.), groasa de 0,20-0,60 m, fara a avea legatura cu partea inferioara. Resturile de locuire scad spre interiorul cetatii. Ceramica de tip bastarnic, precum si amforele cosiene pledeaza pentru datarea acestor locuiri in sec. III-II i.e.n. S-a constatat ca marea cantitate de lipituri arse provin de la incendierea unor locuinte de suprafata, construite pe cea mai mare parte a traseului valului. Aceasta locuire este ulterioara perioadei de constructie a cetatii. Cercetarile au permis constatarea unor asemanari tipologice (forma, dimensiunile, elementele de fortificatie, structura simpla a valului) cu cetatea II de la Stancesti-Botosani. In perimetrul cetatii s-au gasit si cateva piese de silex, intre care un burin de unghi, din silex de Prut, puternic patinate, provenind dintr-o depunere aflata la baza valului, datate in gravettianul final. Tot in perimetrul cetatii, in 1896 s-a descoperit un depozit de obiecte de bronz, alcatuit din 10 seceri si 2 celturi, iar in 1938 a fost gasita inca o secere cu carlig. |  |  |
| |  |  |